# 美丽匹菊
美丽匹菊（学名：Pyrethrum pulchrum）为菊科匹菊属下的一个种。

## 扩展阅读
- 維基物種上的相關：美丽匹菊